# Dina Hayek
Dina Hayek, em árabe دينا حايك (Jounieh, 10 de junho de 1982) é uma cantora popular libanesa. Ganhou fama com o lançamento de seu segundo álbum, Katabtillak. Seu nome de nascimento é Collet Bou Gergis.

## Carreira
Hayek começou sua carreira solo em 1999, depois de ser descoberta pelo compositor George Mardorzian. Estudou música na Universidade de Saint-Esprit Kaslik, antes de participar de aulas particulares com Fouad Houad (por três anos) e Houbaika Rafik (por dois anos). Seu álbum de estreia, Sehir Al Gharam, foi lançado em 2003, com a gravadora de Music Master International, e incluiu o single de mesmo nome, que foi aprovado pelo  canal de música egípcio TV Melody.
Hayek reconhecimento público veio depois de assinar um contrato com o selo saudita Rotana. Seu segundo álbum, Katabtillak e lançado em 2005, foi um sucesso comercial, incluindo Katabtillak e Dark el-Hawa'a.
Seu terceiro álbum, Ta'ala Albi, incluindo um single com o mesmo nome, lançado em 2006.
Hayek disse que alguns artistas de Rotana, como o cantora Elissa, recebem mais atenção dos executivos da gravadora que o resto. Ela estava decepcionada com as baixas vendas de seu álbum Ta'ala Albi - comparação Katabtillak no Egito e na região do Golfo Pérsico, apesar dos esforços promocionais. Da mesma forma, expressou desapontamento com Rotana para dizer que eles não foram capazes de garantir uma performance no Festival Hala Febrayer do Kuwait em 2007, devido a que, mais tarde nesse ano, renunciou para renovar o seu contrato com a empresa. Hayek está atualmente trabalhando em um novo material com o apoio da TV Melody.
Cantora ativa, Hayek tem dado concertos no Líbano, no Egito e na região do Golfo Pérsico. Sua voz chamou a atenção do famoso cantor sírio George Wassouf, com quem apresentou em vários concertos. Ela também fez alguns colaboração com Melhem Barakat.

## Discografia
- 2003: Sehir Al Gharam
- 2005: Katabtillak
- 2006: Ta'ala Albi